# Villers-Bretonneux
Villers-Bretonneux è un comune francese di 4 218 abitanti situato nel dipartimento della Somme nella regione dell'Alta Francia.
Questo comune è famoso in quanto teatro del primo scontro fra carri della storia, avvenuto nella seconda battaglia di Villers-Bretonneux durante la prima guerra mondiale.

## Società

### Evoluzione demografica
Abitanti censiti